# Himekromon
A himekromon egy szerves vegyület, melyet izomgörcsoldó és epehajtó szerekben használnak hatóanyagként, illetve alkalmazzák sztenderdként enzimaktivitás fluorimetriás meghatározásánál is.
A himekromon szilárd, kristályos anyag, melynek olvadáspontja 194–195 °C. Metanolban és jégecetben oldódik.

## Fordítás
Ez a szócikk részben vagy egészben  a   Hymecromone című angol Wikipédia-szócikk ezen változatának fordításán alapul.  Az eredeti cikk szerkesztőit annak laptörténete sorolja fel. Ez a jelzés csupán a megfogalmazás eredetét és a szerzői jogokat jelzi, nem szolgál a cikkben szereplő információk forrásmegjelöléseként.